# Cucujiformia
Cucujiformia är en infraordning av underordningen allätarbaggar (Polyphaga) i ordningen skalbaggar. Infraordningen representerar den stora majoriteten av växtätande skalbaggar.
Infraordningen innehåller sex superfamiljer:
- Chrysomeloidea (~ 7 familjer inklusive långhorningar & bladbaggar)
- Cleroidea (rutiga skalbaggar, bark - gnagande skalbaggar och mjuk - bevingade blomma skalbaggar)
- Cucujoidea (32 familjer som inkluderar pigor och svamp skalbaggar)
- Curculionoidea (~ 8 familjer som huvudsakligen består av vivlar och även inklusive nos skalbaggar och barkborrar)
- Varvsflugor (ship - timmer skalbaggar)
- Tenebrionoidea (tidigare " Heteromera") (30 familjer inklusive blister skalbaggar och ant -liknande skalbaggar)